# Fredstraktaten i Amiens
Fredstraktaten i Amiens blev underskrevet af den 25. marts 1802 af Joseph Bonaparte og Charles Cornwallis som en "endelig fredsaftale" mellem Frankrig og Storbritannien.
Gennem aftalen lovede briterne at levere Malta og andre af malteserordenens besiddelser tilbage til ordenen, Egypten tilbage til Tyrkiet, Cape og Ceylon til Holland og Trinidad til Spanien. Briterne anerkendte også den franske republik og kong George 3. fjernede den historiske titel "Konge af Frankrig" fra sine øvrige titler. Franskmændene lovede at trække sig tilbage fra Napoli og Rom.
Freden kom i stand, efter at William Pitt den yngre var gået af som britisk premierminister i 1801. Han blev erstattet af Henry Addington som straks tog kontakt med Napoléon Bonaparte (bror til Joseph Bonaparte) med et forslag til fredsaftale. Chefforhandlere for Frankrig var Charles Maurice de Talleyrand og Joseph Bonaparte. For Storbritannien var Robert Jenkinson, 1. jarl af Liverpool.
Freden varede ikke længe: Napoleonskrigene udbrød i 1803, og i 1804 blev William Pitt d.y. igen britisk premierminister.